# 桜木嘉右衛門
4代 桜木 嘉右衛門（櫻木、さくらぎ かえもん、1838年8月20日〈天保9年7月1日〉 - 1914年〈大正3年〉1月8日）は、幕末から明治時代の醸造家、政治家、実業家。貴族院多額納税者議員。名は正義。前名は馬之助。族籍は高知県平民。

## 経歴・人物
3代目桜木嘉右衛門正利、鹿の二男として高知城下種崎町（現・高知市はりまや町）に生まれ、のち前名を改めて襲名する。藩政下、町内総組頭を務め、廃藩後は町内取締役となる。本業は酒造業で「葉柳」の醸造元。
1877年（明治10年）第七国立銀行が設立すると同取締役に就任。1881年（明治14年）帆走船運漕営業会社天佑社を設立し、相談役を経て社長に就任。1886年（明治19年）土佐郡酒造家連合会を設立し同会長に就任。
1886年（明治19年）以降高知市所得税調査委員、同市参事会員、高知商業会議所議員、同商業学校商議員。1896年（明治29年）高知貯蓄銀行を設立し監査役となった。
1906年（明治39年）12月28日、高知県多額納税者として補欠選挙で貴族院議員に互選され、翌日29日に就任し、1911年（明治44年）9月28日まで務めた。

## 家族・親族
桜木家
- 二男・嘉右衛門（1880年 - ?、前名・蘇之助[4]、酒造業[8]）
  - 同妻・栄（1886年 - ?、高知、広末常三郎の長女）[4][8]
- 養子・満之助（実業家、薬種、洋酒、缶詰卸商、高知商工会議所会頭）[9][10][11][12]
- 孫[4]

親戚
- 二男嘉右衛門の妻の父・広末常三郎（高知金融無尽社長、土佐度量衡合名会社代表社員、金物商）
- 二男嘉右衛門の妻の弟・広末常三郎（高知県多額納税者、金物商）[13]